# Pirengskoje-Stausee
Der Pirengskoje-Stausee (russisch Пиренгское водохранилище) ist ein Stausee in der Oblast Murmansk in Nordwestrussland.
Am Abfluss der Pirenga aus dem Unteren Pirenga-See (Нижняя Пиренга) wurde 1938 ein Sperrbauwerk errichtet. Dadurch wurden die Seen Obere Pirenga (Верхняя Пиренга, 88,7 km²), Kumuschskaja Salma (Кумужская Салма, 12,4 km²) und Untere Pirenga (Нижняя Пиренга, 58,5 km²) aufgestaut und in einen 227 km² großen Stausee verwandelt. Der Stausee erstreckt sich über eine Länge von 58 km und hat eine maximale Breite von 8 km.
Das Stauziel liegt bei 137 m. Die durchschnittliche Wassertiefe beträgt 13 m. Das Speichervolumen des Stausees beträgt etwa 3 km³. Der Wasserspiegel kann aber um 5 m schwanken. Das Einzugsgebiet umfasst 4240 km².
Der Stausee dient der Regulierung des Wasserspiegels des abstrom gelegenen Imandra-Sees.
Dessen Wasser dient der Kühlung des Kernkraftwerks Kola sowie als Reservoir für die drei Wasserkraftwerke entlang der Niwa.